# Elecciones generales de Groenlandia de 1991

Diagrama de reparto electoral de Groenlandia en 1990.

Elecciones generales tuvieron lugar en Groenlandia el 5 de marzo de 1991. Siumut se convirtió en el partido mayoritario en el Parlamento, obteniendo 11 de los 27 escaños.

## Resultados
| Partido                                       | Votos  | %     | Escaños | +/–   |
| --------------------------------------------- | ------ | ----- | ------- | ----- |
| Siumut                                        | 9 336  | 37,30 | 11      | 0     |
| Atassut                                       | 7 536  | 30,11 | 8       | –3    |
| Inuit Ataqatigiit                             | 4 848  | 19,37 | 5       | +2    |
| Partido de Centro                             | 2 374  | 9,49  | 2       | Nuevo |
| Partido Polar                                 | 706    | 2,82  | 1       | 0     |
| Independientes                                | 228    | 0,91  | 0       | 0     |
| Votos en blanco/nulos                         | 887    | –     | –       | –     |
| Total                                         | 25 915 | 100   | 27      | +1    |
| Electores registrados/participación           | 38 396 | 67,49 | –       | –     |
| Fuente: Election Passport Parties & Elections |        |       |         |       |